# Kötz
Kötz es un municipio situado en el distrito de Gunzburgo, en el estado federado de Baviera (Alemania). Tiene una población estimada, a fines de 2020, de 3254 habitantes.
Está ubicado al oeste del estado, en la región de Suabia, a poca distancia de la frontera con el estado de Baden-Wurtemberg y al sur del río Danubio.